# Gottfried Hertzka
Gottfried Hertzka (* 12. Oktober 1913 in Bad Gastein; † 6. März 1997) war ein österreichischer Arzt und Begründer der sogenannten Hildegard-Medizin.

## Leben und Wirken
Hertzka wurde als Sohn des Kur- und Gemeindearztes von Bad Gastein, Josef Hertzka, geboren, wuchs in Salzburg auf und schloss sein Medizinstudium 1938 in Wien ab.
Bei der Vertretung eines Landarztkollegen in der Nähe von Amberg und nach der nächtlichen Lektüre von Mein Kampf hängte er am Morgen das Hitler-Bild ab und ersetzte es durch ein Kruzifix. Die Gestapo verhaftete ihn und er kam in Amberg im Gestapo-Gefängnis Fronfeste in Untersuchungshaft. Später war er neun Monate im Konzentrationslager Landsberg eingesperrt gewesen. Während der Haft gelobte er Gott „Wenn ich dieses Grauen überlebe, werde ich den Menschen die Medizin der Hildegard bringen“.
Nach einigen Jahren als Landarzt in Bayern war er seit 1947 als Allgemeinarzt in Konstanz niedergelassen. Er ließ sich in seiner ärztlichen Tätigkeit von den medizinischen Schriften Hildegards von Bingen leiten, von deren visionärem Ursprung er überzeugt war. Zusammen mit dem Konstanzer Apotheker Max Breindl (1905–1991) und dessen Ehefrau Ellen Breindl (1923–1997) entwickelte er ab 1960 entsprechende Rezepturen. Er prägte den Begriff „Hildegard-Medizin“ und warb seit 1970 für die praktische Anwendung der heilkundlichen Ratschläge Hildegards: „Mit Referaten und historischen Betrachtungen ist der Hildegard-Medizin nicht gedient. Sie will angewandt sein.“ Zur in diesem Rahmen versuchten Herstellung eines Krebsmittels benötigte Hertzka „Rohstoffe vom Geier“, wofür er eine Abschusserlaubnis erwirkte. Seine Werke wurden in mehrere Sprachen übersetzt.

## Kritik
Der Mystikforscher Josef Sudbrack meinte bezüglich Hertzkas Deutung des visionären Charakters der medizinischen Schriften Hildegards: „Hertzka hat Richtiges erahnt, wenn auch zu apodiktisch, zu logisch-eindeutig und zu polemisch formuliert.“

## Veröffentlichungen (Auswahl)
- So heilt Gott. Die Medizin der hl. Hildegard von Bingen als neues Naturheilverfahren. Christiana, Stein am Rhein 1970, ISBN 3-7171-0527-2 (18. Auflage: 2006).
- Das Wunder der Hildegard-Medizin. 8. Auflage. Christiana-Verlag, Stein am Rhein 1997, ISBN 3-7171-0741-0.
- Handbuch der Hildegard-Medizin. Christiana-Verlag, Stein am Rhein 1987.